# Marmara guilandinella
Marmara guilandinella là một loài bướm đêm thuộc họ Gracillariidae. Nó được tìm thấy ở Hoa Kỳ (Florida).
Sải cánh dài khoảng 4.8 mm.
Ấu trùng ăn Caesalpinia bonduc.